# بوهدان میلوانوف
بوهدان میلوانوف (انگلیسی: Bohdan Milovanov؛ زادهٔ ۱۹ آوریل ۱۹۹۸) بازیکن فوتبال اهل اوکراین است.
از باشگاه‌هایی که در آن بازی کرده‌است می‌توان به باشگاه فوتبال اسپورتینگ خیخون اشاره کرد.
وی همچنین در تیم ملی فوتبال زیر ۲۱ سال اوکراین بازی کرده‌است.